# Leskovac (Petrovac na Mlavi)
Leskovac (em cirílico:Лесковац) é uma vila da Sérvia localizada no município de Petrovac na Mlavi, pertencente ao distrito de Braničevo, na região de Mlava. A sua população era de 390 habitantes segundo o censo de 2002.

## Demografia
| 1948 | 1953 | 1961 | 1971 | 1981 | 1991 | 2002 |
| ---- | ---- | ---- | ---- | ---- | ---- | ---- |
| 664  | 701  | 665  | 663  | 654  | 616  | 390  |